# 三宅ジャンクション
三宅ジャンクション（みやけジャンクション）は、大阪府松原市にある阪神高速道路6号大和川線と14号松原線とのハーフジャンクションである。松原線・大阪市内（環状線）方面と大和川線の相互行き来は出来ない。
老朽化に伴う喜連瓜破付近の橋梁架け替え工事に伴い、14号松原線の喜連瓜破出入口 - 三宅JCT間が2022年（令和4年）6月1日から2024年（令和6年）12月7日まで長期間通行止めとなっていた。

## 道路
- 阪神高速6号大和川線
- 阪神高速14号松原線

## 隣
阪神高速6号大和川線
(6-07) 三宅西出入口/TB（TBは西行のみ） - 三宅JCT
阪神高速14号松原線
(14-07) 三宅出入口 - 三宅JCT - 三宅ミニPA（廃止） - (14-08) 大堀出入口